# Кукеч
Кукеч (словен. Kukeč) — поселення в общині Горні Петровці, Помурський регіон, Словенія. Висота над рівнем моря: 318,9 м.